# Cyrill Nunn

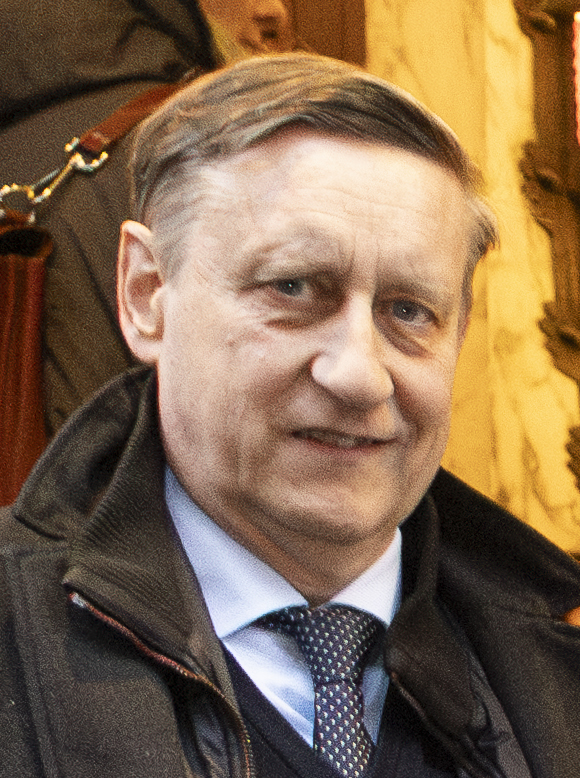
Cyrill Nunn (2024)

Cyrill Jean Nunn (* 11. März 1958 in Düsseldorf) ist ein pensionierter deutscher Diplomat. Er war Botschafter in Pakistan, im Irak, in Ägypten und in den Niederlanden.

## Leben
Nach dem Schulbesuch in Lyon und Brüssel begann Nunn 1976 ein Studium der Geschichte und Wirtschaftswissenschaften an der Heinrich-Heine-Universität Düsseldorf sowie später an der Université libre de Bruxelles und der Ludwig-Maximilians-Universität München, das er 1983 abschloss. Im Anschluss leistete er zwischen 1984 und 1985 seinen Wehrdienst bei der Luftwaffe und trat 1985 in den Auswärtigen Dienst ein. Während seiner zweijährigen Attachéausbildung erfolgte 1985 seine Promotion an der Ludwig-Maximilians-Universität München mit einer Dissertation zum Thema Belgien zwischen Deutschland und Frankreich 1925–1934. Cyrill Nunn ist verheiratet und Vater von drei Kindern.

## Laufbahn
Nach Abschluss der Laufbahnprüfung für den höheren Dienst fand er zwischen 1987 und 1992 Verwendung an den Botschaften Teheran (Iran), Islamabad (Pakistan) und Rom (Italien) und war danach bis 1995 Referent im Referat Westlicher Balkan im Auswärtigen Amt. Nachdem er von 1995 bis 1999 Botschaftsrat für Gemeinsame Außen- und Sicherheitspolitik (GASP) an der Ständigen Vertretung bei der Europäischen Union (EU) in Brüssel war, fungierte er bis 2002 als Referatsleiter für Europapolitik im Bundeskanzleramt. 2002 wurde Nunn Ständiger Vertreter des Botschafters in Tel Aviv (Israel) und war danach zwischen 2005 und 2008 Leiter des Referats für Exportkontrolle im Auswärtigen Amt. Nach einer anschließenden Tätigkeit als stellvertretender Leiter des Ministerbüros im Auswärtigen Amt war er von 2009 bis 2012 Beauftragter für Asien- und Pazifikpolitik im Auswärtigen Amt.
Im Juli 2012 wurde Nunn als Botschafter in Pakistan Leiter der Botschaft Islamabad als Nachfolger von Michael Koch, der wiederum Sonderbeauftragter der Bundesregierung für Pakistan und Afghanistan wurde. Am 12. Juli 2012 übergab er sein Beglaubigungsschreiben an Asif Ali Zardari, den Staatspräsidenten Pakistans. Seine Nachfolgerin als Botschafterin in Pakistan wurde im Juli 2015 Ina Lepel, die bisherige Beauftragte des Auswärtigen Amtes für Globale Fragen. Von 2015 bis 2017 fand er Verwendung als Beauftragter für Menschenrechte, internationale Entwicklung und Soziales im Auswärtigen Amt. Von Juli 2017 bis September 2019 war Nunn als Botschafter im Irak Leiter der Botschaft Bagdad. Im September 2019 löste er Julius Georg Luy als Botschafter in Ägypten und Leiter der Botschaft Kairo ab.
Ab Sommer 2021 leitete Nunn als Botschafter in den Niederlanden die Botschaft Den Haag, bis er im Jahr 2024 pensioniert wurde.

## Veröffentlichungen
- Belgien zwischen Deutschland und Frankreich 1925–1934, Dissertation, Universität München, 1985